# 普克
普克，是阿爾巴尼亞北部士科德州的一个市镇。下分为5个行政分区，行政中心为普克镇。市镇面積为505.83平方公里，2011年人口数量为11,069人，而作为行政分区的普克镇的人口数量则为3,607人。
普克镇的海拔为838米，为阿尔巴尼亚海拔最高的城镇之一，是著名的滑雪地区。该镇距离首都地拉那150公里。